# Campeonato Paranaense de Futebol de 2024
O Campeonato Paranaense de 2024 foi a 110.ª edição desta competição futebolística organizada pela Federação Paranaense de Futebol (FPF). O formato da competição foi o mesmo da edição anterior.

## Regulamento
O campeonato foi disputado em quatro fases (Primeira Fase, Quartas de Final, Semifinais e Final), entre os dias 17 de Janeiro e 7 de Abril de 2023.

### Primeira Fase
Na Primeira Fase do campeonato as 12 equipes participantes se enfrentam em turno único, de 11 rodadas, classificando-se para a próxima etapa os 8 melhores posicionados;

### Rebaixamento
Os 2 últimos colocados da Primeira Fase (11º e 12º colocados, são rebaixados para a Segunda Divisão de 2025;

### Quartas de Final (2º Fase)
Com os 8 times classificados da Primeira Fase, serão formados quatro grupos  para a definição dos confrontos que serão realizados em 2 jogos (ida e volta). A distribuição dos confrontos nos grupos serão da seguinte forma: Grupo A (1º colocado x 8º colocado); Grupo B (2º colocado x 7º colocado); Grupo C (3º colocado x 6º colocado) e Grupo D (4º colocado x 5º colocado). Os clubes de melhor campanha terão o mando de campo no jogo da volta. Os quatro vencedores dos confrontos estarão classificados para as semifinais. Caso haja empate na soma de pontos, o primeiro critério será o saldo de gols, persistindo a igualdade, será decidido em tiros livres diretos.

### Semifinais (3º Fase)
Com os 4 times vencedores das quartas de final, serão formados 2 grupos para a definição dos confrontos que serão realizados em 2 jogos (ida e volta). A distribuição dos confrontos nos grupos serão da seguinte forma: Grupo E (Vencedor do Grupo A x Vencedor do Grupo D); Grupo F (Vencedor do Grupo B x Vencedor do Grupo C). O mando de campo no jogo da volta será decidido de acordo com o clube que obtiver melhor campanha somadas as duas fases anteriores (Primeira Fase e Segunda Fase). Os dois vencedores dos confrontos estarão classificados para a Final (4º Fase). Caso haja empate na soma de pontos, o primeiro critério será o saldo de gols, persistindo a igualdade, será decidido em tiros livres diretos.

### Finais (4º Fase)
Na Final, será formado o Grupo G, composto pelos clubes vencedores dos Grupos E e F. O mando de campo na partida de volta será do time que tiver a melhor campanha somadas as três fases anteriores. Será considerado CAMPEÃO o clube que somar maior quantidade de pontos nas duas partidas, considerando os resultados desta fase. Caso haja igualdade de pontos, o primeiro critério de desempate será o saldo de gols, persistindo o empate, o confronto será definido em tiros livres diretos.

## Equipes participantes
| Clube        | Cidade               | Em 2023                    | Estádio           | Capacidade | Títulos             | Participações |
| ------------ | -------------------- | -------------------------- | ----------------- | ---------- | ------------------- | ------------- |
| Andraus      | Campo Largo          | 1º Lugar (2º divisão 2023) | Vila Capanema     | 20.083     | 0 (não possui)      | Estreante     |
| Athletico-PR | Curitiba             | 1º Lugar                   | Arena da Baixada  | 42.372     | 27 (último em 2023) | 90            |
| Azuriz       | Pato Branco          | 9º Lugar                   | Os Pioneiros      | 1.500      | 0 (não possui)      | 03            |
| Cianorte     | Cianorte             | 6º Lugar                   | Albino Turbay     | 3.000      | 0 (não possui)      | 19            |
| Coritiba     | Curitiba             | 5º Lugar                   | Couto Pereira     | 40.512     | 39 (último em 2022) | 100           |
| FC Cascavel  | Cascavel             | 2º Lugar                   | Olímpico Regional | 28.125     | 0 (não possui)      | 10            |
| Galo Maringá | Maringá              | 7º Lugar                   | Willie Davids     | 21.000     | 0 (não possui)      | 01            |
| Londrina     | Londrina             | 10º Lugar                  | Estádio do Café   | 30.000     | 5 (último em 2021)  | 50            |
| Maringá      | Maringá              | 4º Lugar                   | Willie Davids     | 21.000     | 0 (não possui)      | 09            |
| Operário     | Ponta Grossa         | 3º Lugar                   | Germano Krüger    | 10.632     | 1 (último em 2015)  | 52            |
| PSTC         | Alvorada do Sul      | 2º Lugar (2º divisão 2023) | Álvaro Alves      | 1.018      | 0 (não possui)      | 04            |
| São-Joseense | São José dos Pinhais | 8º Lugar                   | Estádio do Pinhão | 4.047      | 0 (não possui)      | 02            |

## Primeira fase
| Pos | Equipe               | Pts | J  | V | E | D | GP | GC | SG  | Classificação ou descenso    |   | ATH | CTB | MAR | OPE | AZU | CAS | CIA | LON | AND | SJO | PST | GMA |
| --- | -------------------- | --- | -- | - | - | - | -- | -- | --- | ---------------------------- | - | --- | --- | --- | --- | --- | --- | --- | --- | --- | --- | --- | --- |
| 1   | Athletico Paranaense | 25  | 11 | 7 | 4 | 0 | 17 | 5  | +12 | Próxima fase                 |   | —   | –   | 1–1 | 0–0 | –   | 1–0 | –   | –   | –   | 3–1 | 4–0 | 2–1 |
| 2   | Coritiba             | 21  | 11 | 6 | 3 | 2 | 22 | 11 | +11 | Próxima fase                 |   | 1–1 | —   | 2–2 | 4–0 | –   | –   | –   | –   | 3–1 | 2–0 | 3–1 | –   |
| 3   | Maringá              | 20  | 11 | 5 | 5 | 1 | 18 | 11 | +7  | Próxima fase                 |   | –   | –   | —   | –   | –   | 1–1 | 2–2 | –   | 3–0 | 2–1 | 1–0 | 3–0 |
| 4   | Operário-PR          | 18  | 11 | 5 | 3 | 3 | 11 | 8  | +3  | Próxima fase                 |   | –   | –   | 0–1 | —   | 1–0 | 1–1 | –   | 0–0 | 2–0 | –   | 2–0 | –   |
| 5   | Azuriz               | 17  | 11 | 5 | 2 | 4 | 12 | 12 | 0   | Próxima fase                 |   | 0–0 | 1–0 | 1–1 | –   | —   | –   | –   | –   | –   | 1–2 | 1–0 | –   |
| 6   | FC Cascavel          | 16  | 11 | 4 | 4 | 3 | 10 | 9  | +1  | Próxima fase                 |   | –   | 1–0 | –   | –   | 0–2 | —   | 1–0 | 1–1 | 1–0 | –   | 2–0 | –   |
| 7   | Cianorte             | 14  | 11 | 4 | 2 | 5 | 12 | 13 | −1  | Próxima fase                 |   | 0–1 | 0–1 | –   | 1–0 | 3–2 | –   | —   | 1–0 | 0–1 | –   | –   | –   |
| 8   | Londrina             | 14  | 11 | 3 | 5 | 3 | 17 | 14 | +3  | Próxima fase                 |   | 1–2 | 3–3 | 3–1 | –   | 5–2 | –   | –   | —   | –   | –   | –   | 1–2 |
| 9   | Andraus              | 11  | 11 | 3 | 2 | 6 | 6  | 16 | −10 |                              |   | 0–2 | –   | –   | –   | 1–0 | –   | –   | 1–1 | —   | 1–0 | –   | 1–1 |
| 10  | São Joseense         | 8   | 11 | 2 | 2 | 7 | 8  | 14 | −6  |                              | – | –   |     | 0–1 | –   | 2–1 | 0–1 | 0–0 | –   | —   | –   | –   |     |
| 11  | PSTC                 | 8   | 11 | 2 | 2 | 7 | 9  | 20 | −11 | Rebaixados à Série B de 2025 |   | –   | –   | –   | –   | –   | –   | –   | 1–2 | 1–0 | 1–1 | —   | 3–3 |
| 12  | Galo Maringá         | 7   | 11 | 1 | 4 | 6 | 13 | 22 | −9  | Rebaixados à Série B de 2025 |   | –   | 1–3 | –   | 1–2 | 0–1 | 1–1 | 3–3 | –   | –   | –   | –   | —   |

## Segunda fase
Em itálico, as equipes que possuem o mando de campo no primeiro confronto; em negrito as equipes vencedoras.
|  | Quartas de final     | Quartas de final | Quartas de final | Quartas de final |   |                      | Semifinais       | Semifinais       | Semifinais       | Semifinais       |  |                      | Final                    | Final                    | Final                    | Final                    |  |  |
|  | 2 a 10 de março      | 2 a 10 de março  | 2 a 10 de março  | 2 a 10 de março  |   |                      | 16 a 28 de março | 16 a 28 de março | 16 a 28 de março | 16 a 28 de março |  |                      | 31 de março e 7 de abril | 31 de março e 7 de abril | 31 de março e 7 de abril | 31 de março e 7 de abril |  |  |
|  |                      |                  |                  |                  |   |                      |                  |                  |                  |                  |  |                      |                          |                          |                          |                          |  |  |
|  | Athletico Paranaense | 0                | 6                | 6                |   |                      |                  |                  |                  |                  |  |                      |                          |                          |                          |                          |  |  |
|  | Londrina             | 1                | 0                | 1                |   |                      |                  |                  |                  |                  |  |                      |                          |                          |                          |                          |  |  |
|  | Londrina             | 1                | 0                | 1                |   | Athletico Paranaense | 2                | 1                | 3                |                  |  |                      |                          |                          |                          |                          |  |  |
|  |                      |                  |                  |                  |   | Athletico Paranaense | 2                | 1                | 3                |                  |  |                      |                          |                          |                          |                          |  |  |
|  |                      | Operário-PR      | 1                | 0                | 1 |                      |                  |                  |                  |                  |  |                      |                          |                          |                          |                          |  |  |
|  | Operário-PR          | Operário-PR      | 1                | 0                | 1 | 0                    | 1                | 1                |                  |                  |  |                      |                          |                          |                          |                          |  |  |
|  | Operário-PR          |                  |                  |                  |   | 0                    | 1                | 1                |                  |                  |  |                      |                          |                          |                          |                          |  |  |
|  | Azuriz               | 0                | 0                | 0                |   |                      |                  |                  |                  |                  |  |                      |                          |                          |                          |                          |  |  |
|  | Azuriz               | 0                | 0                | 0                |   |                      |                  |                  |                  |                  |  | Athletico Paranaense | 1                        | 3                        | 4                        |                          |  |  |
|  |                      |                  |                  |                  |   |                      |                  |                  |                  |                  |  | Athletico Paranaense | 1                        | 3                        | 4                        |                          |  |  |
|  |                      | Maringá          | 0                | 0                | 0 |                      |                  |                  |                  |                  |  |                      |                          |                          |                          |                          |  |  |
|  | Coritiba             | Maringá          | 0                | 0                | 0 | 4                    | 2                | 6                |                  |                  |  |                      |                          |                          |                          |                          |  |  |
|  | Coritiba             |                  |                  |                  |   | 4                    | 2                | 6                |                  |                  |  |                      |                          |                          |                          |                          |  |  |
|  | Cianorte             | 0                | 0                | 0                |   |                      |                  |                  |                  |                  |  |                      |                          |                          |                          |                          |  |  |
|  | Cianorte             | 0                | 0                | 0                |   | Coritiba             | 0                | 0                | 0                |                  |  |                      |                          |                          |                          |                          |  |  |
|  |                      |                  |                  |                  |   | Coritiba             | 0                | 0                | 0                |                  |  |                      |                          |                          |                          |                          |  |  |
|  |                      | Maringá          | 2                | 0                | 2 |                      |                  |                  |                  |                  |  |                      |                          |                          |                          |                          |  |  |
|  | Maringá              | Maringá          | 2                | 0                | 2 | 0                    | 3                | 3                |                  |                  |  |                      |                          |                          |                          |                          |  |  |
|  | Maringá              |                  |                  |                  |   | 0                    | 3                | 3                |                  |                  |  |                      |                          |                          |                          |                          |  |  |
|  | FC Cascavel          | 1                | 1                | 2                |   |                      |                  |                  |                  |                  |  |                      |                          |                          |                          |                          |  |  |

### Final
Ida
| 31 de março | Maringá | 0 − 1 | Athletico Paranaense | Estádio Willie Davids, Maringá         |
| 17:00       |         |       | Pablo 78'            | Árbitro: PR Selmo Pedro dos Anjos Neto |

Volta
| 6 de abril | Athletico Paranaense                                | 3 − 0 | Maringá | Ligga Arena, Curitiba           |
| 17:00      | Pablo 27' · Fernandinho 40' (pen) · Mastriani 90+3' |       |         | Árbitro: PR Lucas Paulo Torezin |

## Classificação geral
| Pos | Equipe               | Pts | J  | V  | E | D | GP | GC | SG  | Classificação ou descenso                                                 |
| --- | -------------------- | --- | -- | -- | - | - | -- | -- | --- | ------------------------------------------------------------------------- |
| 1   | Athletico Paranaense | 40  | 17 | 12 | 4 | 1 | 30 | 7  | +23 | Campeão e Copa do Brasil de 2025                                          |
| 2   | Maringá              | 27  | 17 | 7  | 6 | 4 | 23 | 17 | +6  | Vice-campeão e Copa do Brasil de 2025                                     |
| 3   | Coritiba             | 28  | 15 | 8  | 4 | 3 | 28 | 13 | +15 | Eliminados das Semifinais e Copa do Brasil de 2025                        |
| 4   | Operário-PR          | 22  | 15 | 6  | 4 | 5 | 13 | 11 | +2  | Eliminados das Semifinais e Copa do Brasil de 2025                        |
| 5   | FC Cascavel          | 19  | 13 | 5  | 4 | 4 | 12 | 12 | 0   | Eliminados das Quartas de final, Série D de 2025 e Copa do Brasil de 2025 |
| 6   | Azuriz               | 18  | 13 | 5  | 3 | 5 | 12 | 13 | −1  | Eliminado das Quartas de final e Série D de 2025                          |
| 7   | Londrina             | 17  | 13 | 4  | 5 | 4 | 18 | 20 | −2  | Eliminado das Quartas de final                                            |
| 8   | Cianorte             | 14  | 13 | 4  | 2 | 7 | 12 | 19 | −7  | Eliminado das Quartas de final e Série D de 2025                          |
| 9   | Andraus              | 11  | 11 | 3  | 2 | 6 | 6  | 16 | −10 | Eliminados da primeira fase                                               |
| 10  | São Joseense         | 8   | 11 | 2  | 2 | 7 | 8  | 14 | −6  | Eliminados da primeira fase                                               |
| 11  | PSTC                 | 8   | 11 | 2  | 2 | 7 | 9  | 20 | −11 | Rebaixados à Série B de 2025                                              |
| 12  | Galo Maringá         | 7   | 11 | 1  | 4 | 6 | 13 | 22 | −9  | Rebaixados à Série B de 2025                                              |

## Estatísticas
Atualizado em 30 de março de 2024
| Gols[carece de fontes?] | Jogador           | Equipe               |
| ----------------------- | ----------------- | -------------------- |
| 11                      | Robson            | Coritiba             |
| 6                       | Pablo             | Athletico Paranaense |
| 5                       | Calyson           | Londrina             |
| 4                       | Gonzalo Mastriani | Athletico Paranaense |
| 4                       | Rodrigo Santos    | Maringá              |
| 4                       | Vinícius Faria    | Cianorte             |
| 3                       | Éberth            | Coritiba             |
| 3                       | Matheus Frizzo    | Coritiba             |
| 3                       | Maxwell           | Operário-PR          |
| 3                       | Patrick           | Andraus              |
| 3                       | Rodrigo Pelezinho | FC Cascavel          |
| 3                       | Wellison          | Azuriz               |

| Total[carece de fontes?] | Jogador           | Equipe               |
| ------------------------ | ----------------- | -------------------- |
| 4                        | Gonzalo Mastriani | Athletico Paranaense |
| 4                        | Guilherme Dantas  | Galo Maringá         |
| 4                        | Matheus Frizzo    | Coritiba             |
| 4                        | Natanael          | Coritiba             |
| 4                        | Peu               | Londrina             |
| 4                        | Serginho          | Maringá              |
| 3                        | Klennison         | FC Cascavel          |
| 3                        | Marcos Vinícius   | Maringá              |
| 3                        | Rafael Longuine   | Londrina             |

## Público
Maiores Públicos Pagantes
Estes são os dez maiores públicos pagantes do campeonato, sem considerar as partidas com portões fechados ou sem público pagante
| N.º | Público | Mandante             | Placar | Visitante            | Estádio       | Data            | Rodada    | Ref.   |
| --- | ------- | -------------------- | ------ | -------------------- | ------------- | --------------- | --------- | ------ |
| 1   | 36 692  | Athletico Paranaense | 3–0    | Maringá              | Ligga Arena   | 6 de abril      | Final     | [ 1 ]  |
| 2   | 34 310  | Athletico Paranaense | 1–0    | Operário-PR          | Ligga Arena   | 27 de março     | Semifinal | [ 2 ]  |
| 3   | 32 583  | Athletico Paranaense | 6–0    | Londrina             | Ligga Arena   | 10 de março     | Quartas   | [ 3 ]  |
| 4   | 22 439  | Coritiba             | 1–1    | Athletico Paranaense | Couto Pereira | 18 de fevereiro | 10ª       | [ 4 ]  |
| 5   | 22 245  | Coritiba             | 0–0    | Maringá              | Couto Pereira | 24 de março     | Semifinal | [ 5 ]  |
| 6   | 18 110  | Athletico Paranaense | 3–1    | São Joseense         | Ligga Arena   | 25 de fevereiro | 11ª       | [ 6 ]  |
| 7   | 17 441  | Athletico Paranaense | 0–0    | Operário-PR          | Ligga Arena   | 15 de fevereiro | 9ª        | [ 7 ]  |
| 8   | 17 320  | Athletico Paranaense | 1–0    | FC Cascavel          | Ligga Arena   | 7 de fevereiro  | 7ª        | [ 8 ]  |
| 9   | 16 066  | Coritiba             | 4–0    | Operário-PR          | Couto Pereira | 28 de janeiro   | 4ª        | [ 9 ]  |
| 10  | 14 619  | Coritiba             | 2–0    | Cianorte             | Couto Pereira | 9 de março      | Quartas   | [ 10 ] |

Menores Públicos Pagantes
Estes são os dez menores públicos pagantes do campeonato, sem considerar as partidas com portões fechados ou sem público pagante
| N.º | Público | Mandante     | Placar | Visitante    | Estádio           | Data            | Rodada | Ref.   |
| --- | ------- | ------------ | ------ | ------------ | ----------------- | --------------- | ------ | ------ |
| 1   | 95      | Andraus      | 1–1    | Londrina     | Vila Capanema     | 14 de fevereiro | 9ª     | [ 11 ] |
| 2   | 124     | Andraus      | 1–0    | São Joseense | Vila Capanema     | 30 de janeiro   | 5ª     | [ 12 ] |
| 3   | 126     | Andraus      | 1–0    | Azuriz       | Vila Capanema     | 28 de janeiro   | 4ª     | [ 13 ] |
| 4   | 147     | Andraus      | 1–1    | Galo Maringá | Atílio Gionedis   | 7 de fevereiro  | 7ª     | [ 14 ] |
| 5   | 374     | Cianorte     | 0–1    | Andraus      | Albino Turbay     | 25 de fevereiro | 11ª    | [ 15 ] |
| 6   | 459     | São Joseense | 0–1    | Cianorte     | Estádio do Pinhão | 17 de janeiro   | 1ª     | [ 16 ] |
| 7   | 467     | PSTC         | 2–1    | Cianorte     | Álvaro Alves      | 28 de janeiro   | 4ª     | [ 17 ] |
| 8   | 530     | São Joseense | 0–1    | Operário-PR  | Estádio do Pinhão | 8 de fevereiro  | 7ª     | [ 18 ] |
| 9   | 567     | Galo Maringá | 1–2    | Operário-PR  | Willie Davids     | 25 de fevereiro | 11ª    | [ 19 ] |
| 10  | 603     | PSTC         | 1–1    | São Joseense | Álvaro Alves      | 25 de janeiro   | 3ª     | [ 20 ] |

Médias de público
Estas são as médias de público dos clubes no campeonato. Considera-se apenas os jogos da equipe como mandante e o público pagante:
| Pos.  | Time                 | Média  | Total   | Mandos | Maior  | Menor  |
| ----- | -------------------- | ------ | ------- | ------ | ------ | ------ |
| 1     | Athletico Paranaense | 26 076 | 156 456 | 6      | 36 692 | 17 320 |
| 2     | Coritiba             | 14 125 | 113 002 | 8      | 22 439 | 8 268  |
| 3     | FC Cascavel          | 6 695  | 46 866  | 7      | 9 636  | 3 548  |
| 4     | Maringá              | 6 332  | 56 987  | 9      | 13 238 | 2 518  |
| 5     | Londrina             | 4 181  | 25 083  | 6      | 11 372 | 1 504  |
| 6     | Operário-PR          | 3 939  | 31 511  | 8      | 7 205  | 2 332  |
| 7     | Azuriz               | 1 839  | 11 034  | 6      | 2 210  | 1 521  |
| 8     | São Joseense         | 1 127  | 5 634   | 5      | 2 552  | 459    |
| 9     | Andraus              | 1 096  | 5 479   | 5      | 4 987  | 95     |
| 10    | Cianorte             | 1 062  | 7 431   | 7      | 2 159  | 374    |
| 11    | Galo Maringá         | 856    | 4 282   | 5      | 1 377  | 566    |
| 12    | PSTC                 | 838    | 4 190   | 5      | 1 654  | 467    |
| Total | Total                | 6 077  | 467 955 | 77     | 36 692 | 95     |

## Premiação
| Campeonato Paranaense de Futebol de 2024     |
| -------------------------------------------- |
| Athletico Paranaense Bicampeão (28.º título) |